# Bartłomiej Contarini
Bartłomiej Contarini (XV w.) – wenecki szlachcic, faktyczny władca  księstwa Aten w latach 1453-1455. 

## Życiorys
Pochodził z weneckiej rodziny arystokratycznej, był synem Priama, kasztelana Nauplion. Był od 1453 roku był kochankiem Klary Zorzi, córki Mikołaja III Zorzi weneckiego władcy Markizatu Bodonitzy (1411-1414). Klara Zorzi była natomiast żoną Antoniego II Acciaiuoli, księcia Aten. W latach 1451–1455 sprawowała regencje w księstwie w imieniu swoich synów. Wspólne rządy Klary i Bartłomieja zostały obalone w 1455 roku na skutek interwencji sułtana Mehmeda II (1451-1481), który osadził na tronie drugiego syna Antoniego II, Franciszka II Acciaiuoliego.